# Pandemia de COVID-19 en Israel
El primer caso de la pandemia de COVID-19 en Israel se confirmó el 21 de febrero de 2020 después de que una ciudadana diera positivo por COVID-19 en el Centro Médico Sheba tras regresar de la cuarentena en el barco Diamond Princess en Japón. A partir de entonces las autoridades comenzaron a establecer restricciones de entrada al país, normas de distanciamiento social y demás medidas para combatir la pandemia. El 13 de marzo, el primer ministro Benjamin Netanyahu declaró estado de emergencia nacional, anunciando que las restricciones tendrían valor legal y los infractores serían multados.
Al comienzo de la pandemia Israel atravesaba una crisis política, no se había formado aún una coalición de gobierno después de las elecciones parlamentarias del 2020, la tercera elección consecutva desde la disolución del gobierno en diciembre de 2018. Benjamín Netanyahu continuaba actuando como primer ministro y fue acusado de usurpación de poderes adicionales en el esfuerzo por contener la propagación del virus. Pero luego Netanyahu y su rival Benny Gantz, llegaron a un acuerdo de coalición y formaron un nuevo gobierno en mayo del 2020, alegando que era un gobierno de emergencia para combatir la pandemia. La pandemia continúa también durante el gobierno de Naftalí Bennet e Yair Lapid, que asumió en junio del 2021.
En diciembre del 2020, Israel comenzó su campaña de vacunación que contribuyó a frenar la propagación de la pandemia y culminar con la tercera oleada de casos hacia abril del 2021. Sin embargo, debido al auge de la variante delta, Israel atravesó una cuarta ola de junio a noviembre del 2021. El 25 de noviembre fue detectado el primer caso de la variante ómicron, que dio paso a la quinta ola. Actualmente Israel atraviesa su sexta ola de contagios.
Hasta el 20 de febrero de 2022, se contabiliza la cifra de 3,552,865 casos confirmados, 9,971 fallecidos y 3,409,854 recuperados del virus.

## Primera ola: febrero a mayo de 2020

### Primeros casos
El 21 de febrero, Israel confirmó el primer caso de COVID-19. Una ciudadana israelí que había volado a casa desde Japón después de ser puesta en cuarentena en el Diamond Princess dio positivo en el Centro Médico Sheba. El 23 de febrero, un segundo ex pasajero de Diamond Princess dio positivo y fue ingresado en un hospital para aislamiento. El 27 de febrero, un hombre que había regresado de Italia el 23 de febrero dio positivo y fue ingresado en el Centro Médico Sheba. El 28 de febrero, su esposa también dio positivo.
El 1 de marzo, una mujer soldado dio positivo por el virus. Ella había estado trabajando en la juguetería administrada por el mismo hombre diagnosticado el 27 de febrero. El 3 de marzo, se confirmaron tres casos más. Dos contrajeron el virus en la misma juguetería: un estudiante de secundaria que trabajaba en la tienda y un subdirector de una escuela que compraba allí. Después de esto, 1150 estudiantes ingresaron a una cuarentena de dos semanas. Otra persona, que había regresado de un viaje a Italia el 29 de febrero, también dio positivo por el virus.

### Restricciones de viajes
El 26 de enero de 2020, el gobierno aconsejó evitar los viajes no esenciales a China. El 30 de enero, Israel suspendió todos los vuelos desde China. El 17 de febrero, Israel amplió la prohibición para incluir las llegadas de Tailandia, Hong Kong, Macao y Singapur. El 22 de febrero, un vuelo procedente de Seúl, Corea del Sur, aterrizó en el Aeropuerto Ben Gurión, se tomó una decisión ad hoc de permitir solo a los ciudadanos israelíes desembarcar del avión, todos los ciudadanos extranjeros a bordo regresaron a Corea del Sur. Posteriormente, Israel prohibió la entrada a los no residentes o no ciudadanos de Israel, que hubiesen estado en Corea del Sur durante los 14 días anteriores a su llegada a Israel. La misma medida se aplicó a quienes llegaran de Japón a partir del 23 de febrero. El 26 de febrero, Israel emitió una advertencia de viaje a Italia en particular, y también instó a cancelar todos los viajes al extranjero.
El 21 de febrero, Israel instituyó una regla de aislamiento domiciliario de 14 días para cualquier persona que hubiera estado en Corea del Sur o Japón. Varios turistas dieron positivo después de visitar Israel y regresar a sus países, incluidos miembros de un grupo de Corea del Sur, dos personas de Rumania, un grupo de peregrinos griegos, y una mujer de Estados Unidos. 200 estudiantes israelíes ingresaron en cuarentena después de haber sido expuestos al grupo de Corea del Sur. Otros 1.400 israelíes fueron ingresaron en cuarentena después de haber viajado al extranjero.
El 9 de marzo, el primer ministro Benjamin Netanyahu declaró una cuarentena obligatoria de 14 días para todas las personas que ingresaran a Israel desde cualquier otro lugar del mundo. La orden entró en vigencia de inmediato para todos los ciudadanos israelíes. Para los ciudadanos extranjeros se aplicó desde el 13 de marzo, permitiendo la entrada solo a quienes demostraran que tenían donde alojarse durante el período de aislamiento.
Para la tercera semana de marzo, El Al, la principal aerolínea de Israel, respondió a una solicitud del gobierno de enviar vuelos de rescate a Perú, India, Australia, Brasil y Costa Rica para repatriar cientos de israelíes que estaban varados en todo el mundo debido a la pandemia. El 22 de marzo, 550 israelíes regresaron de la India; unos días antes fueron repatriados del Perú unos 1.100 viajeros israelíes.

### Distanciamiento social y cierres
El 2 de marzo se llevaron a cabo las elecciones parlamentarias de Israel de 2020. Se establecieron varias cabinas de votación especiales para los 5.630 ciudadanos israelíes con derecho a voto que se encontraban en cuarentena. 4.073 ciudadanos ejercieron su derecho al voto en dichas cabinas. Después de las elecciones, muchos otros israelíes ingresaron en cuarentena.
El 10 de marzo, Israel comenzó a limitar las reuniones a 2.000 personas. Al día siguiente, el 11 de marzo, las reuniones fueron limitadas aún más, a 100 personas. El 14 de marzo, el primer ministro Netanyahu anunció nuevas medidas y declaró la necesidad de "adoptar una nueva forma de vida". El Ministerio de Salud publicó un nuevo reglamento, efectivo el 15 de marzo. Las medidas incluyeron la prohibición de reuniones de más de 10 personas y el cierre de todas las instituciones educativas, entre ellas guarderías, educación especial, movimientos juveniles y programas extracurriculares. La lista de lugares requeridos para cerrar incluía: centros comerciales, restaurantes, comedores de hoteles, pubs, clubes de baile, gimnasios, piscinas, playas, parques acuáticos y de diversiones, zoológicos, baños rituales para hombres, salones de belleza y masajes, salas de eventos y conferencias, barcos públicos, teleféricos y parques nacionales. Los restaurantes de comida para llevar, los supermercados y las farmacias permanecerían abiertos. La Mezquita de Al-Aqsa y la Cúpula de la Roca fueron cerradas para evitar la contagios en los lugares sagrados. Como resultado de las indicaciones del gobierno para que los ciudadanos permanecieran en sus casas, hubo un aumento de llamadas a las líneas de asistencia por violencia doméstica y los refugios para mujeres se acercaron a su capacidad máxima, tanto por las recién llegadas como por las residentes anteriores que se quedaron debido a la pandemia.
El 9 de marzo, después de que se descubrió que un empleado de la embajada de Israel en Grecia había contraído el coronavirus y lo había transmitido a dos familiares, se anunció que la embajada cerraría temporalmente.ref>«Worker at Israeli embassy in Athens, 2 family members diagnosed with coronavirus». Times of Israel. 9 de marzo de 2020.</ref> El 12 de marzo, Israel anunció que todas las universidades y escuelas cerrarían hasta después de las vacaciones de Pésaj. Pero después de la vacaciones las instituciones educativas permanecieron cerradas y las clases se dictaron por internet. El 3 de mayo, se permitió que los grados primero a tercero de escuela reanudaran las clases, con restricciones, y no en todas las ciudades. Además, se permitió a los grados undécimo y duodécimo asistir a las prácticas para los exámenes de fin de curso.
El 15 de marzo, el ministro de Justicia, Amir Ohana, anunció que se congelaría la actividad judicial no urgente. Como resultado, el juicio por corrupción del primer ministro Netanyahu se pospuso del 17 de marzo al 24 de mayo..

### Rastreo por teléfonos celulares
El 15 de marzo, el gobierno israelí propuso permitir que la Agencia de Seguridad de Israel, rastreara los movimientos de personas diagnosticadas con coronavirus (movimientos anteriores al diagnóstico), a través de sus teléfonos móviles. El servicio de seguridad no necesitaría una orden judicial para su vigilancia. El objetivo declarado de la medida era identificar a las personas con quienes las personas infectadas entraron en contacto en las dos semanas anteriores a su diagnóstico, para enviarles mensajes de texto informando que deben ingresar al aislamiento domiciliario de 14 días. La medida de seguridad regiría durante solo 30 días después de la aprobación por un subcomité del parlamento israelí, eliminando luego todos los registros. Los detractores de la propuesta la calificaron de invasión de la privacidad y violación de las libertades civiles.
El 17 de marzo, un comité del parlamento aprobó el programa de rastreo de contactos, convirtiendo a Israel en el único país del mundo en utilizar abiertamente a su agencia de seguridad interna, para rastrear las geolocalizaciones de sus ciudadanos. En los primeros dos días, el Ministerio de Salud envió mensajes de texto a 400 personas que habían estado cerca de personas diagnosticadas, ordenando que entraran en aislamiento domiciliario por 14 días. El 26 de abril de 2020, la Corte Suprema sentenció que la medida fue constitucional, dadas las circunstancias de emergencia en que fue tomada, pero que en caso de extender las medidas de rastreo, sería necesario legislación adicional que contemplase los derechos civiles establecidos por las leyes fundamentales de Israel. Además la corte estipuló que debido a la importancia de la libertad de prensa, el rasteo de periodistas requeriría su consentimiento previo.

### Transporte público
Para el 19 de marzo, el número de pasajeros en transporte público se había reducido un 38,5 por ciento en comparación con antes del brote del virus. Las operaciones de autobuses públicos fueron estrictamente restringidas por el gobierno, limitando la circulación hasta las 8 p. m. en días de semana. El gobierno también detuvo todo el transporte público de jueves por la noche a domingo por la mañana, una pausa más larga que la habitual pausa del transporte en Shabat (que va del viernes por la tarde al sábado por la noche).
A partir del 22 de marzo, el Ministerio de Transporte de Israel instituyó un sistema de notificación que permitía a los pasajeros del transporte público consultar si habían compartido viaje con personas que luego fueron diagnosticadas. Los historiales de viaje se almacenarían mediante las tarjetas electrónicas comúnmente usadas para pagar el pasaje.
En el pico de la primera ola, el 20 de abril de 2020, el número de usuarios del transporte público disminuyó un 80% en comparación con antes de la pandemia.

### Restricción de actividades religiosas
Según las estadísticas del Ministerio de Salud de Israel publicadas el 24 de marzo, de los casos cuyo sitio de contagio pudo ser identificado, el 24% fueron contraidos en sinagogas. Las reglas del Ministerio de Salud redujeron el número máximo de personas que podían reunirse en espacios cerrados de 100 a 10, es decir al número  mínimo de participantes necesarios para un minián (rezo en público). Tras imponerse restricciones aún más estrictas el 25 de marzo, los dos Grandes Rabinos de Israel pidieron que se cerraran todas las sinagogas y que los servicios de oración se llevaran a cabo al aire libre en grupos de 10 personas, con 2 metros de distancia entre cada una. Varias sinagogas en Jerusalén cerraron y los servicios de oración se llevaron a cabo al aire libre. Debido al aumento en los casos de coronavirus en Bnei Brak y después de ordenar inicialmente a sus seguidores que ignoraran las restricciones del Ministerio de Salud, el líder ultra-ortodoxo Jaim Kanievsky finalmente emitió una declaración sin precedentes el 29 de marzo, instruyendo a los residentes de Bnei Brak a no orar en grupo en absoluto, sólo en forma individual. A pesar de esto, Kanievsky fue acusado de organizar secretamente oraciones públicas en su casa. El primero de abril, los Grandes Rabinos de Israel publicaron instrucciones para la observancia de las halajot (leyes religiosas) de Pésaj durante el brote. Las normas incluían rezar en casa y no en un minián (grupo de mínimo 10 personas), vender jametz por internet y deshacerse del jametz en casa sin quemarlo, para evitar salir a las calles a la tradicional quema de jametz.
Después de varias discusiones con representantes de la Jevra Kadisha (sociedad para entierros religiosos judíos), el Ministerio de Salud permitió que enterraran a las víctimas de coronavirus según las normas tradicionales. Los enterradores debían vestirse con equipo de protección completo para realizar la purificación ritual del cuerpo, que luego debía envolverse en las habituales mortajas de lino seguidas de una capa de plástico. Los funerales debían realizarse completamente al aire libre. No se exigía usar equipo de protección a los asistentes al funeral.
El 26 de marzo se cerró la Iglesia del Santo Sepulcro.
Mowafaq Tarif, líder espiritual de la comunidad drusa en Israel, anunció que las festividades de Ziarat (que se celebran anualmente del 25 al 28 de abril en Nabi Shueib), serían canceladas por primera vez en la historia de la comunidad.

### Cierre de barrios y ciudades
El 2 de abril, el gabinete decidió declarar a Bnei Brak como "zona restringida", limitando la entrada y salida a "los residentes, la policía, los servicios de rescate, los transportes de suministros esenciales y los periodistas", por un período inicial de una semana. Bnei Brak, con 200.000 habitantes, era la segunda ciudad de Israel con más casos de COVID y la primera en casos per cápita. El 10 de abril se relajó el cierre y se permitió a los residentes salir de la ciudad para ir a trabajar, asistir al funeral de un familiar inmediato o por necesidades médicas esenciales. El 12 de abril, el gobierno impuso el cierre en los barrios ultra-ortodoxos de Jerusalén, citando estadísticas del Ministerio de Salud según las cuales casi el 75% de los casos de coronavirus de la ciudad podrían rastrearse a dichos vecindarios. El cierre afectó a Mea Shearim, Geula, Barrio de los Bujarim, Romema, Mekor Baruj, Sanedria, Neve Yaakov, Ramat Shlomo y Har Nof. Se permitió a los residentes salir a otras zonas solo para trabajar, asistir a funerales de familiares inmediatos y para necesidades médicas esenciales. El alcalde de Jerusalén, Moshe Lion, se opuso al cierre y cuestionó a los miembros del gabinete, afirmando que en Ramot había sólo 140 enfermos entre 60.000 habitantes.
El parlamento estableció un cierre nacional de 3 días, para evitar las reuniones familiares tradicionales durante el Séder de Pésaj, que tuvo lugar el miércoles 8 de abril por la noche. Todos los viajes entre ciudades fueron prohibidos desde la noche del martes a la noche del viernes. A partir del miércoles a las 3 p. m. hasta el jueves a las 7 a. m., todos los israelíes tenían prohibido alejarse a más de 100 metros de sus hogares. El cierre no se aplicó a las ciudades de población árabe, donde no se observa Pésaj. A pesar del cierre, según la prensa israelí varios políticos prominentes violaron las normas y celebraron con familiares, entre ellos el primer ministro Benjamín Netanyahu, el presidente Reuven Rivlin, el líder del partido Israel Beiteinu, Avigdor Lieberman, el ministro de Inmigración y Absorción, Yoav Galant y el exalcalde de Jerusalén, Nir Barkat. Del 14 al 16 de abril se impuso otro cierre parcial en todo el país, para impedir a los israelíes visitar a sus familiares en otras ciudades durante el feriado del séptimo día de Pésaj y las celebraciones de la Mimuna.
Durante todo el mes de Ramadán, que comenzó el 25 de abril, las tiendas de las ciudades con población mayoritariamente musulmana (incluyendo Jerusalén Oriental) debían cerrar desde las 6 de la tarde hasta las 3 de la madrugada. Se prohibió la oración en espacios cerrados para todas las religiones, mientras que se permitió la oración al aire libre para grupos de hasta 19 personas, a una distancia de al menos 2 metros.

### Impacto económico
El 16 de marzo, Israel impuso limitaciones a los sectores público y privado. Todos los trabajadores no esenciales del gobierno y de las autoridades municipales fueron puestos en licencia pagada hasta el final de la festividad de Pésaj. Las empresas del sector privado con más de 10 empleados debían reducir el personal presente en el lugar de trabajo en un 70 por ciento. El 30 de marzo, el primer ministro Netanyahu anunció un paquete de rescate económico por un total de 80 mil millones de shekels, el 6% del PBI del país. El dinero se asignaría a la salud pública (10 mil millones de shekels), asistencia social y desempleo (30 mil millones de shekels), ayuda a para pequeñas y grandes empresas (32 mil millones de shekels) y estímulos financieros (8 mil millones). Para el 1 de abril, la tasa de desempleo nacional había alcanzado el 24,4 por ciento. En el mes de marzo, más de 844.000 personas reclamaron los beneficios del seguro por desempleo, el 90 por ciento de los cuales, se encontraban en licencia sin goce de sueldo debido a la pandemia. Durante abril de 2020, se depositaron pagos a adultos mayores, personas discapacitadas, personas que recibían ayuda económica o pensión alimenticia y familias con niños. El 16 de junio de 2020, la Knesset aprobó un proyecto de ley de estímulo para incentivar a empresas a volver a emplear a los trabajadores que estaban en licencia sin goce de sueldo.

## Segunda ola: mayo a noviembre de 2020

### Medidas del gobierno
El 1 de julio, la Knesset volvió a autorizar al servicio de seguridad interna el rastreo mediante teléfonos móviles de personas infectadas. Después de reanudarse el rastreo de geolocalizacón, el 5 de julio se ordenó el ingreso a cuarentena a más de 30.000 israelíes.
El 6 de julio de 2020, luego de más de dos semanas de aumento continuo del número de nuevos casos diarios, Netanyahu anunció nuevas normas de distanciamiento social, aprobadas por el gobierno. Las normas incluyeron:
- Límite de hasta 20 personas en reuniones sociales.
- Límite de hasta 19 personas en sinagogas.
- Cierre de gimnasios, clubes nocturnos, sitios culturales y salones de eventos.
- Límite de hasta 20 personas en autobuses públicos.
- Límite de clientes en restaurantes, hasta 20 en el interior, o hasta 30 al aire libre.

El 17 de julio se anunciaron restricciones adicionales. Estas incluyeron:
- Cierre de todos los estudios y gimnasios, excepto los utilizados por deportistas profesionales.
- Prohibición de sentarse en bares o restaurantes (se seguía permitiendo entrar a comprar comida para llevar).
- Cierre de fin de semana de negocios no esenciales desde las 5:00 p. m. del viernes hasta las 5:00 a. m. del domingo (supermercados y farmacias no incluidos)
- Cierre de playas durante el fin de semana, a partir del 24 de julio de 2020.
- Reuniones limitadas a 20 personas al aire libre y 10 personas en espacios cerrados.

Debido a la presión de los dueños de negocios, el gobierno dio marcha atrás en el cierre de restaurantes, piscinas y playas. También se cancelaron los cierres de centros comerciales y mercados durante los fines de semana.
El 31 de agosto, el gobierno aprobó el "plan semáforo", que asigna un color a cada pueblo o ciudad según su índice de contagios. El 6 de septiembre, el gobierno aprobó el cierre de escuelas y toque de queda nocturno para cuarenta comunidades "rojas". Las comunidades afectadas por los toques de queda se estaban entre las más pobres de Israel, con población principalmente árabe y ultraortodoxa. Los residentes en dichas comunidades tenían porihibido alejarse a más de 500 metros de distancia de sus hogares, desde las 9 p. m. a las 5 a. m.
El 10 de septiembre Israel se convirtió en el país con el más alto índice de contagios per cápita. Funcionarios israelíes advirtieron que ante el continuo aumento de los casos, pronto los hospitales no podrían dar abasto. El 13 de septiembre, el gobierno aprobó una cuarentena de 3 semanas en todo el país, del viernes 18 de septiembre al 10 de octubre. Las restricciones incluían:
- Prohibición de alejarse a más de 500 metros del hogar, excepto para trabajar y para actividades esenciales como la compra de alimentos y productos de farmacia.
- Cierre de centros comerciales, tiendas (excepto venta de alimentos y farmacias), hoteles, restaurantes, gimnasios y piscinas.
- Limitación de reuniones a 10 personas en espacios cerrados o 20 personas al aire libre.
- Cierre de escuelas excepto educación especial y algunos internados (clases por internet permitidas para todas las escuelas).
- Prohibición de sentarse en bares o restaurantes (permitido el servicio de envíos).

Durante las 3 semanas de cuarentena los judíos celebraron Rosh Hashana (Año Nuevo), Yom Kipur (Día del Perdón) y los Yamim Noraim, fechas en las que muchos suelen asistir a las sinagogas. Las oraciones al aire libre fueron limitadas a un máximo de 20 personas y el ingreso a las sinagogas fue limitado hasta un número máximo variable, que debía caluclarse según el tamaño de la sinagoga y su cantidad de entradas.
El 23 de septiembre de 2020, el primer ministro Benjamin Netanyahu anunció reglas más estrictas, después que se informara de un nuevo récord de 6,923 casos de coronavirus detectados en un solo día. Las nuevas medidas incluyeron:
- Cierre de sinagogas, exceptiando plegarias limitadas en Yom Kipur.
- Prohibición de participación en manifestaciones a más de 1 kilómetro del hogar.
- Cierre del Aeropuerto Ben Gurión a vuelos de salida.

El 13 de octubre la cuarentena fue extendida por unos días más, hasta el 18 de octubre a la medianoche. Luego las restricciones fueron reducidas en la mayor parte del país, pero en noviembre fueron impuestas cuarentenas a nivel local, en comunidades con alto índice de contagios: Majdal Shams, Masade, Buqata, Hatzor Haglilit, Qalansawe, Iksal, Nazareth e Isfiya.

### Manifestaciones contra el gobierno
Durante julio y agosto de 2020, se llevaron a cabo varias manifestaciones contra el primer ministro Netanyahu, los manifestantes lo criticaban por permanecer en el poder a pesar de estar bajo juicio por corrupción, también crticaban su manejo de la crisis del COVID-19. El 30 de septiembre, la knesset aprobó una ley que prohibía a los israelíes asistir a reuniones a más de un kilómetro de sus residencias. La oposición condenó la nueva ley como un intento antidemocrático de limitar el derecho a manifestar contra el gobierno. El gobierno defendió la medida como un intento de frenar la propagación de la pandemia. El 3 de octubre, después que la legislación fuera aprobada, se llevaron a cabo manifestaciones por todo el país bajo las nuevas limitaciones. Según algunas estimaciones, 130.000 personas participaron en las protestas.

## Tercera ola: noviembre 2020 a abril de 2021
En diciembre de 2020 los casos aumentaron, llegando a más de 3.000 nuevos casos diarios. Varios países anunciaron la aparición de cepas de COVID-19 nuevas y más infecciosas. Hacia fines de diciembre, se detectaron los primeros casos de la Variante Alfa en Israel. Los primeros casos de la Variante Beta se detectaron en enero de 2021.

## Cuarta ola: junio a noviembre de 2021
El número de casos diarios comenzó a aumentar a fines de junio de 2021, llegando a más de 1000 casos diarios el 17 de julio de 2021 y a más de 2000 a fines de julio. También aumentó el número de hospitalizaciones.
El 25 de junio, debido al aumento de casos se restableció la obligación de llevar máscaras en espacios públicos cerrados. El 29 de julio, se restableció el requisito del "pase verde" (certificado de vacunación o recuperación) para asistir a eventos en espacios cerrados de 100 participantes o más.
El 29 de julio se aprobó vacunar con una tercera dosis a mayores de 60 años, debido a la disminución de la eficacia de la vacuna Pfizer ante la Variante Delta.
El 8 de agosto entraron en vigor restricciones renovadas para frenar la propagación de la variante Delta, incluyendo la ampliación de los requerimientos de uso de máscaras y certificados de vacunación, trabajo desde el hogar, cuarentenas y restricciones a la entrada y salida del país.

## Quinta ola: diciembre de 2021 a mayo de 2022
Los primeros casos de la variante Omicron se detectaron en Israel a fines de noviembre de 2021, alcanzando 175 casos el 19 de diciembre de 2021. Israel volvió a prohibir la entrada de extranjeros el 28 de noviembre. También prohibió a ciudadanos israelíes viajar a países categorizados como "rojos". En enero se volvió a permitir la entrada de extranjeros. Entre enero y mayo se eliminaron casi todas las restricciones, incluyendo la obligatoriedad del uso de máscaras en espacios públicos (excepto en hospitales, centros médicos y asilos de ancianos) y los test PCR a los pasajeros que entraban al país.

## Sexta ola: a partir de junio de 2022
En junio del 2022 comenzaron a aumentar nuevamente la cantidad de contagios, debido principalmente a la propagación de la variante BA.5.

## Estadísticas

### Casos por ciudades
| Jerusalén              | 363 495   | 1242   | 3740,6 |
| Tel Aviv               | 214 015   | 488    | 4541,5 |
| Petaj Tikva            | 131 724   | 386    | 5203,1 |
| Haifa                  | 123 752   | 441    | 4344,2 |
| Rishon LeZion          | 121 675   | 307    | 4720,8 |
| Azoto                  | 110 016   | 349    | 4851,9 |
| Beerseba               | 108 617   | 256    | 5117,0 |
| Netanya                | 105 101   | 390    | 4601,0 |
| Jolón                  | 95 282    | 309    | 4841,7 |
| Bnei Brak              | 90 015    | 291    | 4195,0 |
| Rehovot                | 74 310    | 190    | 4990,2 |
| Ramat Gan              | 72 714    | 197    | 4266,3 |
| Ascalón                | 71 775    | 187    | 4784,1 |
| Bat Yam                | 56 588    | 342    | 4470,9 |
| Modi'in-Maccabim-Re'ut | 52 842    | 27     | 5405,6 |
| Kfar Saba              | 51 299    | 94     | 5038,0 |
| Beit Shemesh           | 49 651    | 76     | 3395,8 |
| Herzliya               | 48 217    | 114    | 4621,9 |
| Hadera                 | 47 402    | 199    | 4668,3 |
| Ra'anana               | 40 639    | 82     | 5135,9 |
| Rosh HaAyin            | 38 797    | 63     | 5330,7 |
| Ramla                  | 38 350    | 177    | 4920,2 |
| Modi'in Illit          | 36 989    | 25     | 4509,3 |
| Lod                    | 36 722    | 126    | 4375,2 |
| Nazaret                | 35 941    | 118    | 4613,9 |
| Hod HaSharon           | 32 968    | 54     | 5029,7 |
| Kiryat Atta            | 30 436    | 91     | 5030,7 |
| Kiryat Gat             | 30 403    | 89     | 4933,1 |
| Nahariya               | 29 643    | 68     | 4804,4 |
| Yavne                  | 28 251    | 44     | 5151,9 |
| Afula                  | 27 490    | 79     | 4578,8 |
| Guivatayim             | 26 791    | 58     | 4357,3 |
| Ness Ziona             | 25 695    | 46     | 5080,4 |
| Eilat                  | 25 361    | 32     | 4786,4 |
| Acre                   | 23 992    | 100    | 4798,5 |
| Elad                   | 23 773    | 15     | 4773,0 |
| Ramat HaSharon         | 23 699    | 41     | 4936,1 |
| Netivot                | 23 415    | 44     | 5384,7 |
| Kiryat Motzkin         | 23 270    | 71     | 4936,8 |
| Umm al-Fahm            | 22 607    | 87     | 3892,8 |
| Carmiel                | 22 269    | 71     | 4791,5 |
| Tiberíades             | 22 023    | 77     | 4613,1 |
| Kiryat Ono             | 21 526    | 31     | 5102,5 |
| Ma'ale Adumim          | 21 235    | 23     | 5647,8 |
| Qiryat Bialik          | 20 629    | 46     | 4708,3 |
| Dimona                 | 20 210    | 42     | 5610,6 |
| Or Yehuda              | 19 825    | 60     | 5333,9 |
| Beitar Illit           | 19 428    | <15    | 3054,1 |
| Tayibe                 | 18 554    | 76     | 4063,5 |
| Ofakim                 | 18 294    | 26     | 5292,6 |
| Rahat                  | 17 891    | 53     | 2322,8 |
| Kiryat Yam             | 17 757    | 80     | 4490,6 |
| Shefa-'Amr             | 16 826    | 63     | 3891,0 |
| Yehud-Monosson         | 15 856    | 27     | 5135,0 |
| Sederot                | 15 440    | 34     | 4898,8 |
| Safed                  | 15 307    | 39     | 4113,7 |
| Hadera                 | 15 292    | 56     | 4963,6 |
| Guivat Shmuel          | 14 879    | <15    | 5182,9 |
| Tamra                  | 14 607    | 50     | 4110,2 |
| Kfar Yona              | 14 347    | 18     | 5021,3 |
| Kiryat Mal'aji         | 14 337    | 36     | 5662,1 |
| Migdal HaEmek          | 13 566    | 40     | 5123,1 |
| Arad                   | 12 903    | 20     | 4615,8 |
| Tirat Carmel           | 12 895    | 38     | 4669,7 |
| Tira                   | 11 878    | 54     | 4316,1 |
| Ma'alot-Tarshiha       | 11 004    | 30     | 4945,6 |
| Nesher                 | 10 611    | <15    | 4474,9 |
| Kafr Qasim             | 10 570    | 19     | 4242,3 |
| Kiryat Shemona         | 10 528    | 17     | 4689,5 |
| Beit She'an            | 10 193    | 25     | 5453,1 |
| Or Akiva               | 10 102    | 37     | 4990,6 |
| Ariel                  | 9278      | 16     | 4716,3 |
| Qalansawe              | 9154      | 24     | 3825,6 |
| Israel                 | 4 344 800 | 10 958 | -      |